# Неотінея тризубчаста
Неотінея тризубчаста, зозулинець тризубчастий як Orchis tridentata (Neotinea tridentata) — вид трав'янистих рослин родини орхідні (Orchidaceae), поширений у Європі й західній Азії.

## Опис
Багаторічна рослина 15–40 см заввишки. Квітки 8–9 мм довжиною, світло-рожеві, зібрані в густий майже кулястий колос. Шпорець 5–7 мм завдовжки. Приквіток 5–10 мм довжиною. Бульби овальні. Стебло у нижній частині густо улиснене. Листки сизо-зелені, без плям, лінійно-еліптичні.
Цвіте у квітні — червні. Плодоносить у серпні.

## Поширення
Поширений у північно-західній Африці, західній, центральній і південній Європі, Західній Азії.
В Україні вид зростає на луках, лісових галявинах — у гірському Криму та на ПБК (в ок. Феодосії), рідко.

## Загрози й охорона
Чисельність виду локально знижується на багатьох ділянках через численні загрози, включаючи збирання бульби або всієї рослини, а також викопування та споживання тваринами (зокрема вівцями та кроликами).
Усі види орхідей включені до Додатку B до Конвенції про міжнародну торгівлю видами дикої фауни та флори (CITES). Ця орхідея занесена до кількох національних червоних списків: під критичною загрозою в Чехії, вразлива в Хорватії, Німеччині та Швейцарії, поблизу загрози у Франції та Угорщині. Вид занесений до Червоної книги Україні в статусі «Зникаючий». Охороняється в Кримському, Ялтинському гірсько-лісовому, Карадазькому ПЗ.